# Valperga (novela)
Valperga: o, Vida y Aventuras de Castruccio, Príncipe de Lucca (Valperga, or the Life and Adventures of Castruccio, Prince of Lucca) es una novela histórica de 1823, obra de la escritora romántica Mary Shelley.

## Detalles de publicación
El título original que Mary Shelley había elegido para la obra es actualmente su subtítulo: «Valperga» fue elegido por su padre, William Godwin, quien editó la obra para su publicación entre 1821 y febrero de 1823. Sus ediciones hicieron hincapié en la protagonista femenina y acortaron la novela.

## Argumento
Valperga es una novela histórica que relata las aventuras del déspota de principios del siglo XIV Castruccio Castracani (1281 – 1328), figura histórica que fue príncipe de Lucca y conquistó Florencia. En la novela, su ejército amenaza la fortaleza ficticia de Valperga, gobernada por la condesa  Euthanasia, la mujer a la que ama, y la obliga a elegir entre sus sentimientos por él y la libertad política. Ella elige lo último y se prepara para su muerte.

## Temática
A través de la perspectiva de la historia medieval, Mary Shelley se basa en un hecho real ocurrido en la Europa post-napoleónica, el derecho de las comunidades autónomas a tener libertad política ante los expansionismos imperialistas. Se opone a la avaricia compulsiva por la conquista de Castruccio con una alternativa femenina, el gobierno de Euthanasia de Valperga basado en los principios de la razón y la sensibilidad. Según el punto de vista del reciente editor de Valperga Stuart Curran, la obra es una versión feminista del nuevo género masculino de Walter Scott, la novela histórica. Los críticos modernos focalizan su atención en Mary Shelley como republicana, y su interés en cuestiones de poder político y principios morales.

## Recepción
Valperga tuvo críticas positivas, pero fue juzgada como una historia de amor, sin focalizarse en su marco ideológico y político. No fue, sin embargo, vuelto a publicarse durante la vida de Mary Shelley, y más tarde ella remarcó que nunca había sido analizado «desde un punto de vista justo». Recientemente, Valperga ha sido elogiado por su forma sofisticada de narrativa y por su autenticidad.